# Strhovec
Strhovec je potok na rozhraní okresů Brno-venkov a Blansko, přítok Křtinského potoka. Pramení v Bukovince, teče po hranici obou okresů a asi po 2 km se vlévá jižně od Bukoviny do Křtinského potoka. Na Strhovci jsou 3 rybníky.

## Rybníky
Na Strhovci jsou vystavěné tři rybníky. Z toho nejvýznamnější a největší je rybník Strhovec, který se nachází v jihovýchodní části katastru Bukoviny. Na tomto rybníku byla v roce 1977 povodeň, při které se hráz rybníka podmáčela. Povodeň zaplavila několik domů ve Křtinách. Ostatní dva menší rybníky jsou nepojmenované; jejich zajímavostí je, že kdyby se jejich rozloha sečetla, byly by stále asi dvakrát menší než rybník Strhovec.

## Přítoky
Strhovec má několik drobných a nepojmenovaných přítoků. Ten větší přitéká od jihu. Vede souběžně s lesní cestou a pramení u domu čp. 224. Druhý potok pramení u čp. 148 je z většiny zatrubněn a vedle něj se nachází malý rybník.

## Vodní režim
Přestože je Strhovec na soutoku s Křtinským potokem mnohem kratší, je zároveň mnohem vodnatější (asi o polovinu).[zdroj⁠?!]